# Bombylisoma nigriceps
Bombylisoma nigriceps är en tvåvingeart som först beskrevs av Friedrich Hermann Loew 1862.  Bombylisoma nigriceps ingår i släktet Bombylisoma och familjen svävflugor. Inga underarter finns listade i Catalogue of Life.